# Усть-Аскарли
Усть-Аскарли́ (рос. Усть-Аскарлы) — селище у складі Новокузнецького району Кемеровської області, Росія. Входить до складу Терсинського сільського поселення.
Стара назва — Аскарли.

## Населення
Населення — 207 осіб (2010; 209 у 2002).
Національний склад (станом на 2002 рік):
- росіяни — 98 %